# Camille Ponsin
Camille Ponsin est un réalisateur français.

## Biographie
Camille Ponsi a commencé sa carrière comme chef opérateur avant d'entreprendre la réalisation de documentaires pour la télévision à partir de 2003,.
Son premier long métrage pour le cinéma, La Combattante, consacré à l'action de Marie-José Tubiana au service des réfugiés du Darfour, est sorti en 2022.

## Filmographie
- 2003 : Ingénieurs, sherpas et boites de conserve
- 2007 : Les Demoiselles de Nankin
- 2010 : Bollywood Boulevard
- 2013 : Le Droit au baiser
- 2017 : Une jeunesse au sommet
- 2019 : Les Grandes Vacances
- 2022 : La Combattante